# مولچن
مولچن (به اسپانیایی: Mulchén) یک شهرستان‌ در شیلی است که در استان بیوبیو واقع شده‌است. مولچن ۱٬۹۲۵٫۳ کیلومتر مربع مساحت و ۲۷٬۵۵۷ نفر جمعیت دارد و ۱۱۶ متر بالاتر از سطح دریا واقع شده‌است.